# White River Park
White River Park är en park i Kanada.   Den ligger i provinsen British Columbia, i den sydvästra delen av landet, 3 700 km väster om huvudstaden Ottawa. White River Park ligger 396 meter över havet.
Terrängen runt White River Park är kuperad åt nordost, men åt sydväst är den bergig. White River Park ligger nere i en dal. Trakten runt White River Park är nära nog obefolkad, med mindre än två invånare per kvadratkilometer.. Det finns inga samhällen i närheten.
I omgivningarna runt White River Park växer i huvudsak barrskog.